# 冰波
冰波（1957年4月—），原名赵冰波，男，浙江杭州人，中国儿童文学作家，浙江省文联委员。1979年开始儿童文学创作。主要作品有《狼蝙蝠》《阿笨猫全传》《孤独的小螃蟹》《月光下的肚肚狼》《蓝鲸的眼晴》《毒蜘蛛之死》，以童话为主。曾获全国优秀儿童文学奖和宋庆龄儿童文学奖。